# Mireille Ballestrazzi
Mireille Ballestrazzi est une commissaire de police française, née le 2 septembre 1954 à Orange. Elle exerce la fonction de directrice centrale de la police judiciaire de 2014 à 2018 et a présidé le comité exécutif d'Interpol entre 2012 et 2016.

## Biographie

### Jeunesse
Mireille Ballestrazzi naît à Orange, dans le département de Vaucluse, d'un père militaire et d'une mère femme au foyer. Elle a trois frères et une sœur. Elle passe son enfance à Mornas avant que sa famille ne s'installe à Lille. Après avoir pratiqué la danse classique, elle se tourne à l'adolescence vers les arts martiaux. Avant d'entrer à l'école de police, elle obtient une licence de lettres classiques et une maîtrise de langues anciennes[évasif]. Après que le concours d'entrée de l'École nationale supérieure de la police a été ouvert aux femmes, elle devient commissaire de police en 1978. Elle obtient son diplôme dans la même promotion que celle de Martine Monteil.

### Carrière dans la police

#### Police nationale
Mireille Ballestrazzi commence sa carrière à Bordeaux en 1978, où elle dirige un groupe de répression du banditisme de la direction centrale de la Police judiciaire (DCPJ),. Elle dirige ensuite les antennes de Creil, puis Argenteuil au sein de la Direction régionale de la police judiciaire (DRPJ) de Versailles. 
Elle mène l'enquête sur l'affaire Jacques Tillier-Jacques Mesrine de septembre 1979, le premier ayant été laissé pour mort par le second au fond d'une cave à champignons ; ses réponses à maître Henri Leclerc, l'avocat du suspect Charlie Bauer, permettront à ce dernier d'être acquitté à son procès en 1982. Elle poursuit ensuite une carrière brillante, nommée commissaire principal en 1986,.
Mireille Ballestrazzi dirige ensuite l'office central pour la répression des vols d'œuvres et objets d'art (OCRVOOA). En 1987, elle se fait connaître du grand public en retrouvant au Japon quatre tableaux de Corot dérobés à Semur-en-Auxois. En 1990, elle restitue neuf toiles impressionnistes, dont Impression, soleil levant de Claude Monet, volées au musée Marmottan en 1985 et retrouvées en Corse par l'office,.
Nommée commissaire divisionnaire en 1991, elle devient la première femme à prendre la tête de la PJ d'Ajaccio en 1993. En poste à Montpellier entre 1996 et 1998, elle est nommée sous-directrice des affaires économiques et financières de la direction centrale de la police judiciaire par Jean-Pierre Chevènement. C'est alors la plus haute fonction jamais exercée par une femme dans la police française.
Nommée inspectrice générale de la police nationale, Mireille Ballestrazzi devient en 2010 directrice centrale adjointe de la police judiciaire. En décembre 2013, elle est nommée directrice centrale de la police judiciaire (DCPJ) et succède à Christian Lothion le 1er janvier 2014. Elle est la deuxième femme, après Martine Monteil, à occuper cette fonction.

#### Interpol
En 2010, Mireille Ballestrazzi devient vice-présidente pour l'Europe du comité exécutif d'Interpol, dont le nom complet est Organisation internationale de police criminelle (OIPC). En novembre 2012, elle est élue pour quatre ans présidente du comité exécutif de l'organisation, où elle succède au Singapourien Khoo Boon Hui. À cette fonction, elle est la première femme, ainsi que le deuxième fonctionnaire de police français après Ivan Barbot, qui a exercé ce mandat de 1988 à 1992. Son mandat s'achève en novembre 2016.

### Autres activités
Mireille Ballestrazzi fait partie des 18 premiers membres nommés à l'Observatoire de la parité et y siège d'octobre 1995 à janvier 1999. Son autobiographie, intitulée Madame le commissaire, paraît en 1999.

## Décorations
- Commandeure de la Légion d'honneur Elle est promue commandeure par décret du 12 juillet 2013[15]. Elle était officier du 9 juillet 2008.
- Grande officière de l'ordre national du Mérite Elle est directement élevée à la dignité de grande officière par décret du 14 novembre 2016[16], alors qu'elle n'était qu'au grade de chevalière dans l'ordre depuis le 7 février 1995.
- Commandeure de l'ordre des Arts et des Lettres Elle est promue au grade de commandeure par l’arrêté du 13 février 2015[17].